# Lista de monarcas da Bélgica

Real Brasão da Bélgica

A monarquia na Bélgica começou em 1831, quando Leopoldo I ascendeu ao trono depois da Bélgica ter declarado independência do Reino Unido dos Países Baixos na Revolução Belga de 1830.

## Casa de Saxe-Coburgo-Gota
| Nome                                                                                      | Retrato                                            | Nascimento                                                                                      | Casamento(s)                                               | Morte                           |
| ----------------------------------------------------------------------------------------- | -------------------------------------------------- | ----------------------------------------------------------------------------------------------- | ---------------------------------------------------------- | ------------------------------- |
| Leopoldo I 21 de julho de 1831 – 10 de dezembro de 1865                                   |                                                    | 16 de dezembro de 1790 filho de Francisco de Saxe-Coburgo-Saalfeld e Augusta Reuss-Ebersdorf    | Carlota de Gales 2 de maio de 1816 1 filho natimorto       | 10 de dezembro de 1865 74 anos  |
| Leopoldo I 21 de julho de 1831 – 10 de dezembro de 1865                                   | Luísa Maria d'Orleães 9 de agosto de 1832 4 filhos | 16 de dezembro de 1790 filho de Francisco de Saxe-Coburgo-Saalfeld e Augusta Reuss-Ebersdorf    |                                                            | 10 de dezembro de 1865 74 anos  |
| Leopoldo II 17 de dezembro de 1865 – 17 de dezembro de 1909                               |                                                    | 9 de abril de 1835 filho de Leopoldo I e Luísa Maria d'Orleães                                  | Maria Henriqueta da Áustria 22 de agosto de 1853 4 filhos  | 17 de dezembro de 1909 74 anos  |
| Alberto I 23 de dezembro de 1909 – 17 de fevereiro de 1934                                |                                                    | 8 de abril de 1875 filho de Filipe, Conde de Flandres e Maria Luísa de Hohenzollern-Sigmaringen | Isabel da Baviera 2 de outubro de 1900 3 filhos            | 17 de fevereiro de 1934 58 anos |
| Leopoldo III 23 de fevereiro de 1934 – 16 de julho de 1951 (abdicou) (17 anos e 143 dias) |                                                    | 3 de novembro de 1901 filho de Alberto I e Isabel da Baviera                                    | Astrid da Suécia 4 de novembro de 1936 3 filhos            | 25 de setembro de 1983 81 anos  |
| Leopoldo III 23 de fevereiro de 1934 – 16 de julho de 1951 (abdicou) (17 anos e 143 dias) | Lilian Baels 6 de dezembro de 1941 3 filhos        | 3 de novembro de 1901 filho de Alberto I e Isabel da Baviera                                    |                                                            | 25 de setembro de 1983 81 anos  |
| Balduíno 17 de julho de 1951 – 31 de julho de 1993                                        |                                                    | 7 de setembro de 1930 filho de Leopoldo III e Astrid da Suécia                                  | Fabíola de Mora e Aragão 15 de dezembro de 1960 sem filhos | 31 de julho de 1993 62 anos     |
| Alberto II 31 de julho de 1993 – 21 de julho de 2013 (abdicou)                            |                                                    | 6 de junho de 1934 (90 anos) filho de Leopoldo III e Astrid da Suécia                           | Paula de Calábria 2 de julho de 1959 3 filhos              |                                 |
| Filipe 21 de julho de 2013 – presente                                                     |                                                    | 15 de abril de 1960 (64 anos) filho de Alberto II e Paula de Calábria                           | Matilde d'Udekem d'Acoz 4 filhos                           |                                 |